# Teste da divergência
Em matemática, o teste da divergência ou teste do termo geral estabelece que uma série numérica não pode convergir se o seu termo geral não converge para zero. Ou seja:
Se {\displaystyle \sum _{n=1}^{\infty }a_{n}} converge, então seu termo geral {\displaystyle a_{n}} converge para zero.

## Demonstração
Considere as somas parciais {\displaystyle S_{N}}
{\displaystyle S_{N}=\sum _{n=1}^{N}a_{n}}
Queremos mostrar que a convergência de {\displaystyle S_{N}} implica que o limite {\displaystyle \lim _{n\to \infty }a_{n}} exista e seja nulo.
Como a seqüência {\displaystyle S_{N}} é convergente, ela também é uma seqüência de Cauchy (pois estes conceitos são equivalentes em espaços métricos completos). Logo temos que para todo {\displaystyle k} positivo, vale o limite:
{\displaystyle \lim _{N\to \infty }(S_{N+k}-S_{N})=0}
O teorema do termo geral é o caso particular em que {\displaystyle k=1}, pois:
{\displaystyle \lim _{N\to \infty }(S_{N+1}-S_{N})=\lim _{N\to \infty }a_{N+1}=0}
O que completa a demonstração.

## Outra demonstração
Se o limite {\displaystyle \lim _{n\to \infty }S_{N}} existe, então:
{\displaystyle \lim _{n\to \infty }S_{n}=\lim _{n\to \infty }S_{n-1}}
E
{\displaystyle \lim _{n\to \infty }a_{n}=\lim _{n\to \infty }(S_{n}-S_{n-1})=S-S=0}

## A recíproca não é verdadeira
Observe cuidadosamente que a recíproca não é verdadeira, um contra-exemplo simples é a série harmônica:
{\displaystyle \sum _{n=1}^{\infty }{\frac {1}{n}}}
onde o termo geral {\displaystyle {\frac {1}{n}}} tende a zero, mas a soma diverge.

## Se o termo geral converge a zero o teste é inconclusivo
Quando o limite do termo geral vai a zero a série pode convergir ou divergir, o que torna o teste inconclusivo. No parágrafo anterior vimos o exemplo da série harmônica que diverge e o termo geral vai a zero. Resta mostrar um exemplo de uma série que converge e o termo geral também vai a zero. Um exemplo deste tipo é série geométrica de razão 1/2 a seguir:
{\displaystyle \sum _{n=1}^{\infty }{\frac {1}{2^{n}}}}.